# 19 Aquilae
19 Aquilae (19 Aql) es una estrella de magnitud aparente +5,23 en la constelación del Águila. 
Se encuentra, de acuerdo a la nueva reducción de los datos de paralaje del satélite Hipparcos, a 149 ± 4 años luz de distancia del sistema solar.
19 Aquilae es una gigante o subgigante blanca de tipo espectral F0III-IV.
Su temperatura efectiva es de 6886 K y su luminosidad es unas 13 veces superior a la del Sol.
Posee una masa un 69% mayor que la masa solar y su edad se estima en 1300 millones de años.
Gira sobre sí misma con una velocidad de rotación igual o superior a 57 km/s.
19 Aquilae muestra un contenido metálico que, en líneas generales, es semejante al del Sol ([Fe/H] = -0,06).
Sin embargo, evidencia cierto empobrecimiento de manganeso y zirconio y, en el otro extremo, sobreabundancia de elementos como bario, escandio y praseodimio; este último elemento del grupo de las tierras raras es casi cinco veces más abundante que en nuestro Sol ([Pr/H] = +0,68).
Asimismo, evidencia una abundancia relativa de litio claramente superior a la solar (A(Li) = 2,83), pero que está en la media de la abundancia cósmica de este metal.